# ليزا لوبيز
ليزا نيكول لوبيز (بالإنجليزية: Lisa Lopes) (27 مايو 1971 - 25 أبريل 2002) عرفت باسمها الفني ليفت إي (بالإنجليزية: Left Eye) أو العين اليسرى، مغنية هيب هوب وراب، وممثلة، وكاتبة اغاني ومنتجة أمريكية.

## روابط خارجية
- Lisa Lopes Foundation
- ليزا لوبيز على موقع IMDb (الإنجليزية)
- ليزا لوبيز على موقع روتن توميتوز (الإنجليزية)
- ليزا لوبيز على موقع ميوزك برينز (الإنجليزية)
- ليزا لوبيز على موقع ميوزك برينز (الإنجليزية)
- ليزا لوبيز على موقع أول موفي (الإنجليزية)
- ليزا لوبيز على موقع إن إن دي بي (الإنجليزية)
- ليزا لوبيز على موقع أول ميوزيك (الإنجليزية)
- ليزا لوبيز على موقع ديسكوغز (الإنجليزية)
- ليزا لوبيز على موقع قاعدة بيانات الفيلم (الإنجليزية)
- ليزا لوبيز على موقع فايند أغريف